# روگودژ
روگودژ (به لاتین: Rugudzh) یک منطقهٔ مسکونی در روسیه است که در داغستان واقع شده‌است.